# Subhuman Race
| Recensione           | Giudizio |
| -------------------- | -------- |
| AllMusic             |          |
| Chicago Tribune      |          |
| Entertainment Weekly | (D)      |
| Rolling Stone        |          |
| Q                    |          |

Subhuman Race è il  terzo disco della rock band statunitense Skid Row, uscito il 28 marzo 1995 per l'Etichetta discografica Atlantic Records.
Questo è l'ultimo album registrato con Sebastian Bach alla voce. In questo disco la band vira su sonorità ulteriormente più dure rispetto ai precedenti lavori. L'album riscosse un successo inferiore rispetto agli altri lavori degli Skid Row a causa della sua pubblicazione in piena epoca grunge

## Contenuto
L'album è generalmente considerato il più duro fra i dischi degli Skid Row. Ricevette diverse ottime recensioni anche se fu una delusione in quanto a vendite e creò malcontento fra alcuni fan del gruppo, che giudicarono il prodotto troppo sperimentale e diverso in confronto allo stile della band. Secondo alcuni membri del gruppo, fra cui il bassista Bolan, registrare l'album fu molto difficile e stressante a causa degli ormai inevitabili problemi interni.
In considerazione del cambio di sonorità,  si può ritenere che essa venne causata sia dall'intenzione del gruppo di rinnovarsi, ma anche dalla vicinanza degli Skid Row con il gruppo Groove metal dei Pantera .

## Tracce
1. My Enemy - 3:38 - (Affuso, Bolan, Hill)
2. Firesign - 4:54 - (Bach, Bolan, Hill, Snake)
3. Bonehead - 2:16 - (Bolan, Snake)
4. Beat Yourself Blind - 5:02 - (Bolan, Hill, Snake)
5. Eileen - 5:36 - (Affuso, Bach, Bolan, Snake)
6. Remains to be Seen - 3:34 - (Bolan, Hill, Snake)
7. Subhuman Race - 2:40 - (Bolan, Hill, Snake)
8. Frozen - 4:43 - (Bolan, Snake)
9. Into Another - 4:02 - (Bolan, Snake)
10. Face Against My Soul - 4:20 - (Affuso, Bach, Bolan, Snake)
11. Medicine Jar - 3:36 - (Bolan, Hill, Snake)
12. Breakin' Down - 4:30 - (Snake)
13. Ironwill - 7:43 - (Affuso, Bolan, Hill, Snake)

## Formazione
- Sebastian Bach - voce
- Rachel Bolan - basso
- Scotti Hill - chitarra
- Dave "Snake" Sabo - chitarra
- Rob Affuso - batteria

## Crediti
- Bob Rock - Produttore
- Randy Staub - Ingegnere

## Classifiche
| Classifica (1995) | Posizione massima |
| ----------------- | ----------------- |
| Australia         | 5                 |
| Canada            | 31                |
| Finlandia         | 15                |
| Germania          | 57                |
| Giappone          | 6                 |
| Italia            | 21                |
| Paesi Bassi       | 84                |
| Regno Unito       | 8                 |
| Stati Uniti       | 35                |
| Svezia            | 21                |
| Svizzera          | 49                |